# Osman Isfen
Sabit Osman Isfen (* 1977 in Istanbul) ist ein deutscher Jurist und Professor an der Fernuniversität Hagen.

## Leben
Nach der Promotion 2007 an der Universität München zum Dr. iur. bei Claus Roxin und der Habilitation 2012 in Frankfurt am Main bei Ulfrid Neumann lehrte er von 2009 bis 2016 als Juniorprofessor für Straf- und Strafprozessrecht an der Ruhr-Universität Bochum und seit 2016 als Professor für Strafrecht, Strafprozessrecht, Wirtschaftsstrafrecht und Internationales Strafrecht in Hagen.

## Schriften (Auswahl)
- Das Schuldprinzip im Strafrecht. Unter besonderer Berücksichtigung des türkischen Rechts. München 2008, ISBN 978-3-406-57313-2.